# Heinrichsturm (Prag)

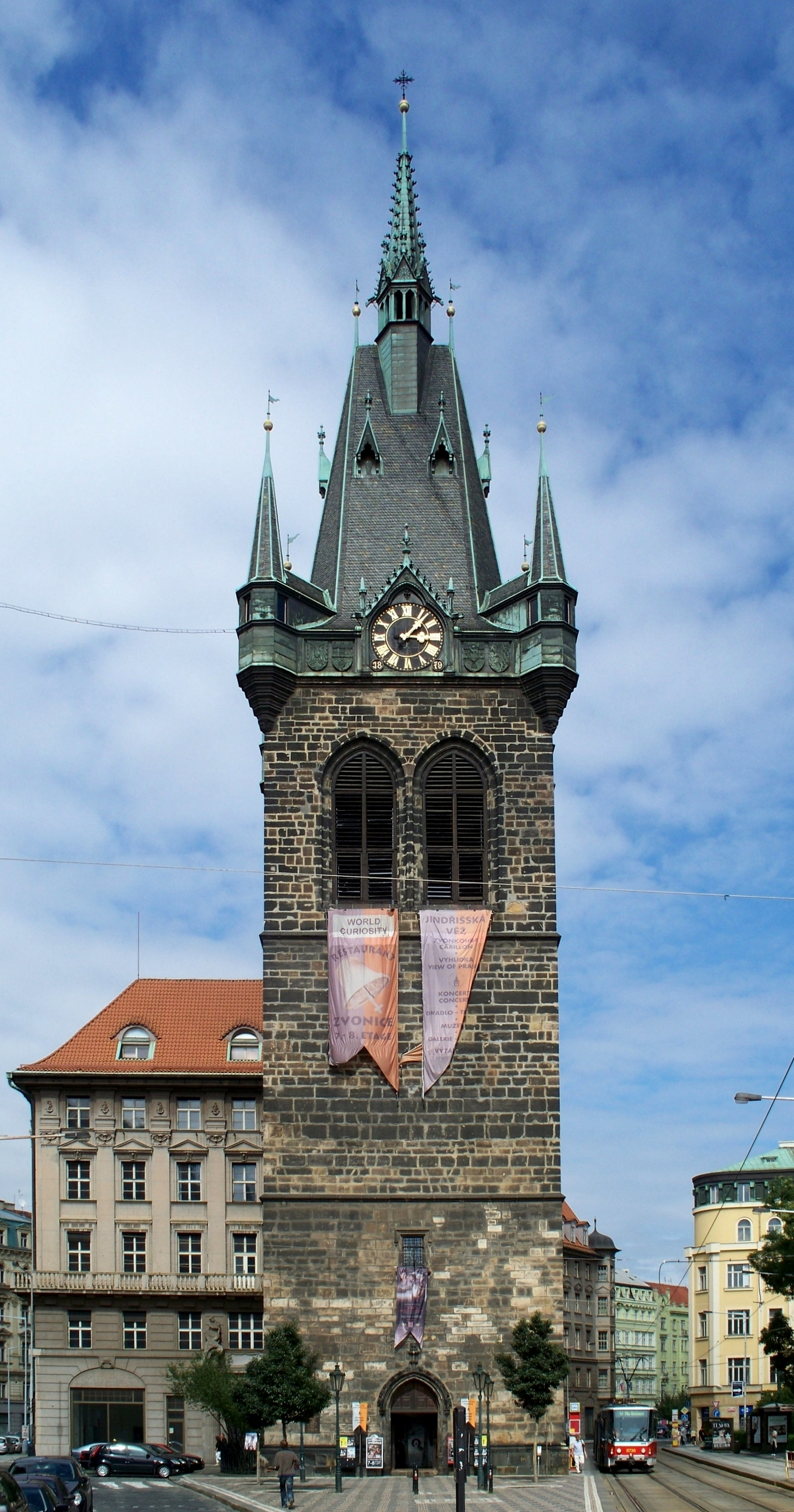
Der Heinrichsturm (2010)

Der Heinrichsturm (tschechisch Jindřišská věž) ist ein Glockenturm in der Prager Neustadt in gotischem Baustil. Der Turm hat eine Höhe von 67,7 Metern und wurde von 1472 bis 1475 erbaut.

## Beschreibung
Der Heinrichsturm ist ein alleinstehender Turm, der neben der Kirche St. Heinrich und Kunigunde steht. Er diente dieser Kirche als Glockenturm. Im Laufe der Jahre fand jedoch eine Loslösung aus der kirchlichen Nutzung statt. Im Turm gibt es ein Glockenspiel mit zehn Glocken, das nur innerhalb des Turmes hörbar ist. Nachdem das Turmdach des Gebäudes im Jahr 1801 durch einen Sturm völlig zerstört worden war, erhielt der Heinrichsturm erst im Jahr 1878 wieder ein Dach in Form einer 32,6 Meter hohen, neuausgestalteten Turmspitze. Die Reparatur- und Umbaumaßnahmen leitete der Architekt Josef Mocker. Heute befinden sich im Turm mehrere Restaurants und Cafés sowie eine Galerie.